# Notophthiracarus sicilicomus
Notophthiracarus sicilicomus är en kvalsterart som först beskrevs av Hammer 1962.  Notophthiracarus sicilicomus ingår i släktet Notophthiracarus och familjen Phthiracaridae. Inga underarter finns listade i Catalogue of Life.